# Hortus deliciarum
Le Jardin des délices
Pour les articles homonymes, voir Hortus (homonymie).
L'Hortus deliciarum est une encyclopédie chrétienne manuscrite, réalisée entre 1159 et 1175 par Herrade de Landsberg (aussi appelée Herrade de Hohenbourg) et ses moniales au couvent de Hohenbourg (mont Sainte-Odile), dont l'original a été détruit pendant l'incendie de la bibliothèque de Strasbourg le 24 août 1870.
C'est la première encyclopédie connue qui ait été réalisée par une femme. Cet ouvrage en latin résume les connaissances théologiques et profanes de l'époque.
Le manuscrit original, qui avait été transféré à la bibliothèque de Strasbourg lors de la Révolution française, a été détruit lors de l'incendie de la bibliothèque en 1870, au cours de la guerre franco-prussienne. Les miniatures nous sont connues par des copies partielles effectuées par Christian Moritz Engelhardt et par le comte Auguste de Bastard d'Estang. Dans la plupart des cas, les légendes originales ont été ignorées lors de la copie (voir la section « Reconstruction de l'original »).

## Matérialité de l'exemplaire original
L'exemplaire original a été exécuté sur vélin. Il était composé de 324 feuillets, ce qui correspond à 648 pages grand in-folio, à l'exception de quelques petits cahiers de plus petit in-folio qui semblent avoir été ajoutés postérieurement à la création de l'ouvrage. La langue utilisée pour sa rédaction est le latin en usage au XIIe siècle. 

## Contenu
Le plan, très méthodique, suit l'histoire religieuse du monde, à laquelle se greffent des éléments encyclopédiques. L'ouvrage compte 648 pages en format grand in-folio et son contenu est divisé en six parties, sans doute par allusion à la création du monde en six jours. La première partie traite de Dieu, des anges et de la Trinité, tout en intégrant des éléments de cosmologie et de géographie. La deuxième partie porte sur la création de l'homme et sa chute, avec des considérations sur l'idolâtrie, la mythologie, la philosophie et les arts libéraux. La troisième partie traite des patriarches, de l'histoire des Juifs et de l'histoire générale. La quatrième partie traite du Christ, des apôtres et de l'histoire de l'Empire romain. La cinquième partie traite de l'organisation de l'Église. La sixième et dernière partie porte sur l'Antéchrist, le Jugement dernier et contient une liste des papes ainsi qu'un calendrier perpétuel comportant les dates de Pâques jusqu'en 1707. Des poèmes parsèment l'ouvrage.

## Illustrations

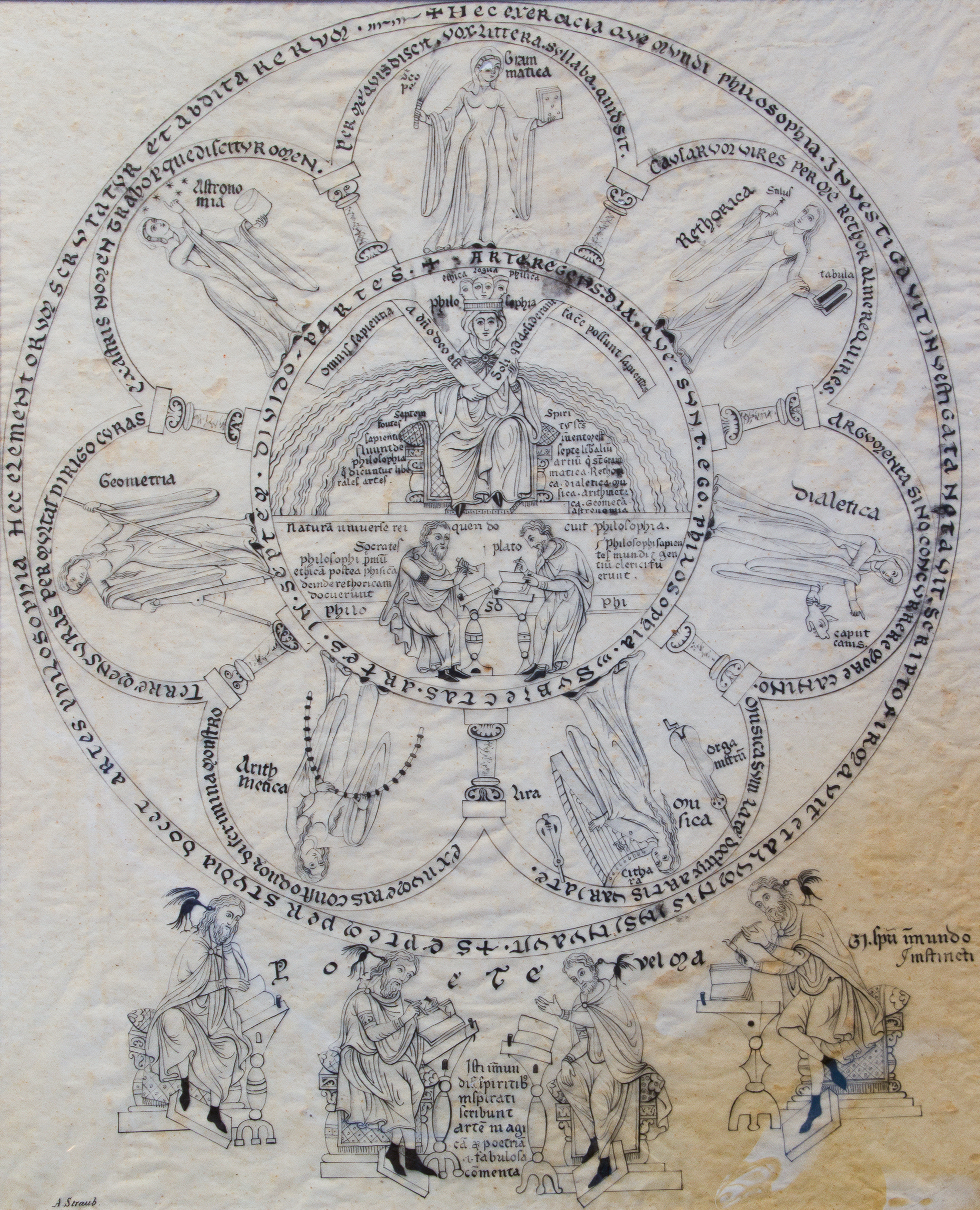
Calque du Hortus deliciarum effectué par A. Straub d’après l’original avant sa destruction.
– Coll. Bibliothèque du Grand Séminaire de Strasbourg.

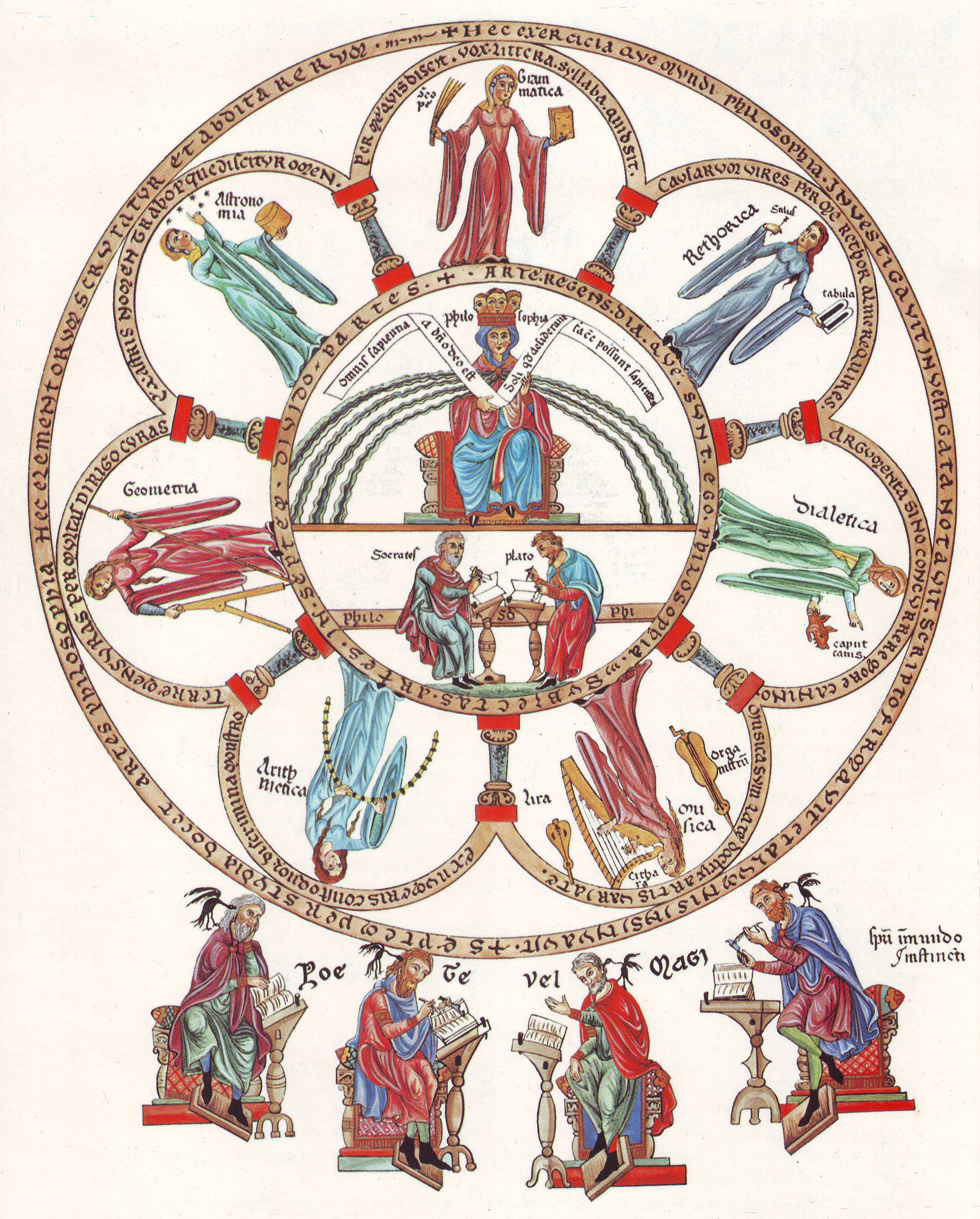
Allégorie de la Philosophie et des sept arts libéraux.

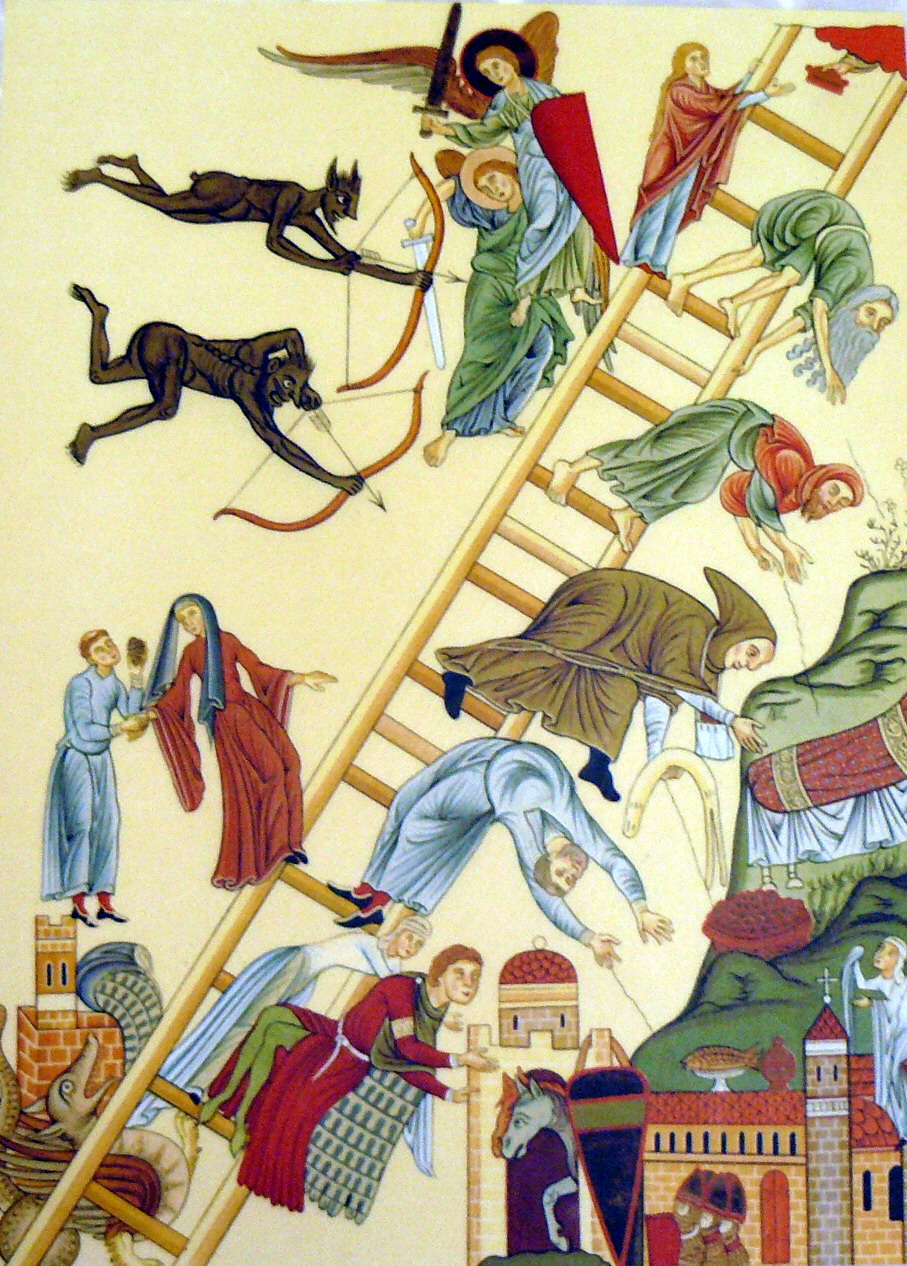
L’échelle des vertus.

Ce livre est surtout célèbre pour ses superbes miniatures aux couleurs vives et accompagnées de légendes. L'ouvrage ne compte pas moins de 346 scènes en miniature, contenant quelque 9 000 personnages allégoriques. Ce chiffre peut sembler énorme, mais on peut parfois dénombrer dans une seule planche plus d'une centaine de personnages. Les illustrations jouent donc un rôle essentiel dans l'organisation du livre, même si celui-ci compte aussi 45 000 lignes de texte. Au lieu d'illustrer le texte comme elles le faisaient dans les ouvrages des siècles antérieurs, les images constituent la matière principale de cette encyclopédie et sont destinées à être décodées en premier, tandis que le texte sert de complément au langage de l'image. 
Herrade de Landsberg est très soucieuse de l'exactitude des images. Le zodiaque est dessiné avec beaucoup de soin. La traversée de la mer Rouge montre un chameau fidèlement dessiné. La rose des vents indique douze vents. Attachée à relier microcosme et macrocosme, Herrade représente le monde sous la forme d'un homme nu avec les bras étendus, dont la tête rayonnante est entourée de sept planètes, avec aux quatre coins de l'image une allégorie des quatre éléments en relation avec l'homme : l'eau liquéfie son sang, l'air lui permet de respirer, le feu donne de la chaleur à son sang et la terre fournit au corps sa matérialité. L'eau est identifiée par des poissons et la terre par un monticule sur lequel une chèvre broute des ronces. Le péché originel est illustré par une scène montrant Adam en train de labourer et Ève filant au fuseau.  
L'une des illustrations les plus célèbres est celle de la Philosophie avec les sept arts libéraux (ci-contre). La figure principale est surmontée de trois têtes identifiées comme étant l'Éthique, la Logique et la Physique. Elle tient dans la main droite une inscription où l'on peut lire Omnis sapientia a Domino Deo est (« Toute sagesse vient de Dieu »), phrase par laquelle débute le texte biblique de l'Ecclésiastique. Sept fontaines de sagesse s'en écoulent, correspondant aux allégories des sept arts libéraux : Grammaire, Rhétorique, Dialectique, Musique, Arithmétique, Géométrie et Astronomie. Si, dans le Liber floridus, Lambert avait déjà tracé un parallèle entre les sept arts et les sept dons du Saint-Esprit, sa performance apparaît toutefois comme modeste par rapport à celle d'Herrade. Dans le cercle central, se trouvent intégrés Socrate et Platon. À l'extérieur, placés au bas de l'image, quatre personnages sont en train d'écrire, chacun étant accompagné d'un oiseau noir perché sur l'épaule qui semble lui chuchoter à l'oreille. Il s'agit d'une allégorie de l'esprit mauvais qui inspire les écrits des auteurs païens. 
Dans l'image intitulée « L'échelle des vertus », des personnages engagés dans la montée tombent pour divers motifs sous les flèches des démons : un laïc tout au bas de l'échelle échoue parce qu'il ne pratique pas la vie contemplative ; une nonne parce qu'elle se laisse séduire par un cadeau que lui offre un prêtre ; un prêtre parce qu'il ne peut pas résister à la viande, au vin et aux femmes ; un moine parce qu'il aime trop son lit ; un ermite parce qu'il pense à son jardin plutôt qu'à la contemplation. Seule une vierge arrive en haut de l'échelle et reçoit en récompense la vertu de charité qui comprend toutes les autres vertus et à laquelle les nonnes devraient viser. Il est à noter que cette illustration est une copie dont ont été éliminés les textes explicatifs qui aidaient à une bonne intelligence des images et remplissaient tous les espaces libres. 

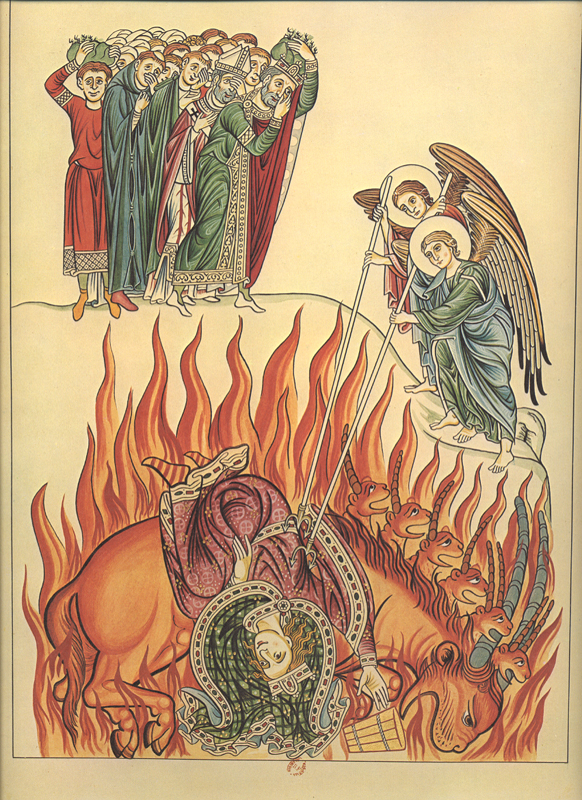
Babylone La mère des impudiques.
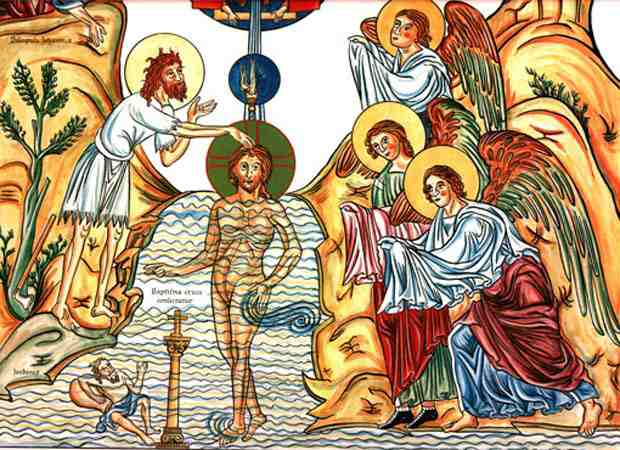
Le baptême de Jésus.
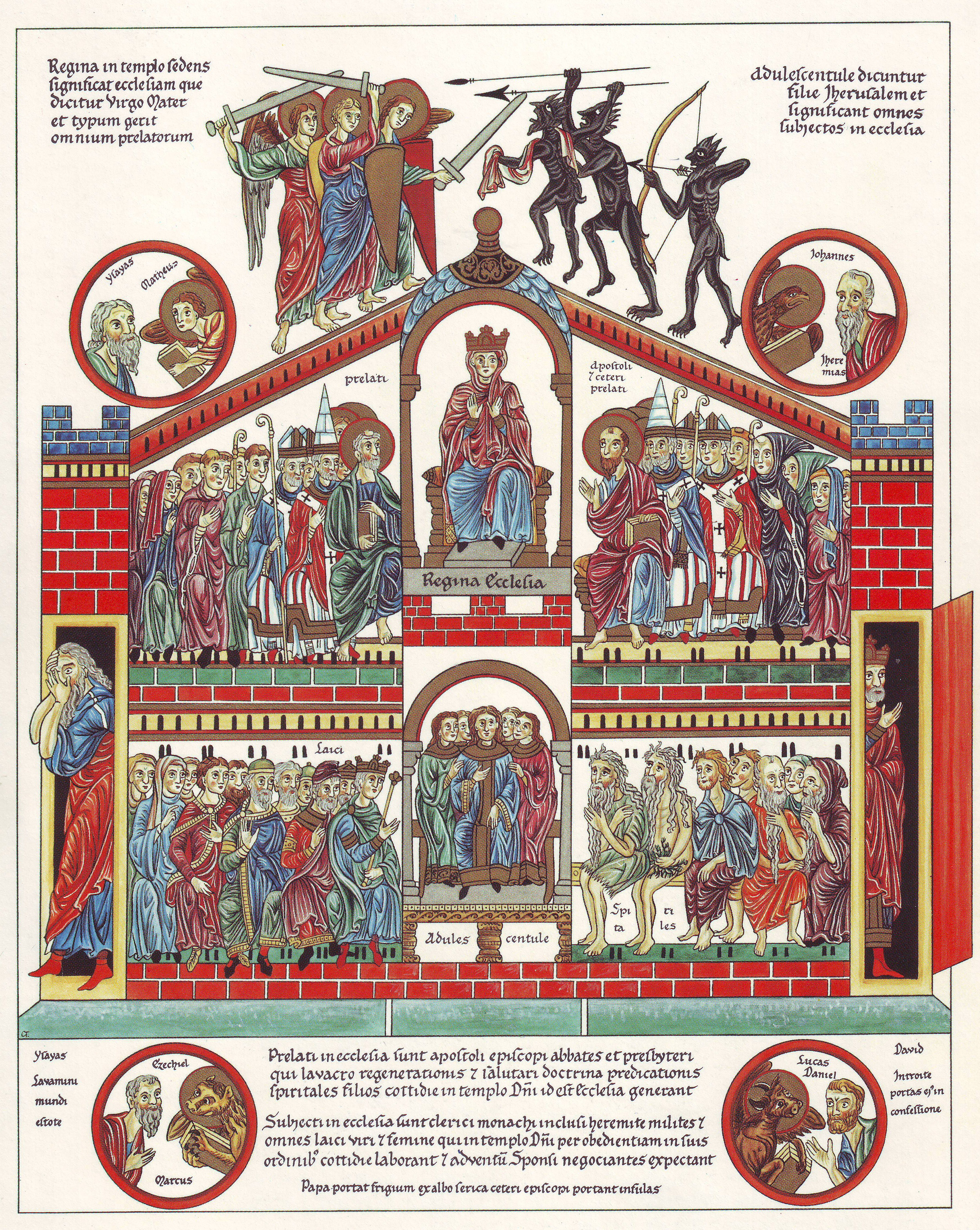
La sainte Église. (Regina Ecclesia)
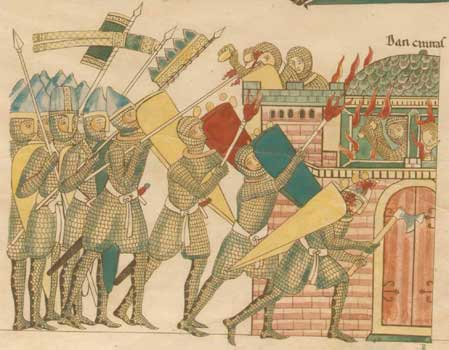
Scène de guerre.
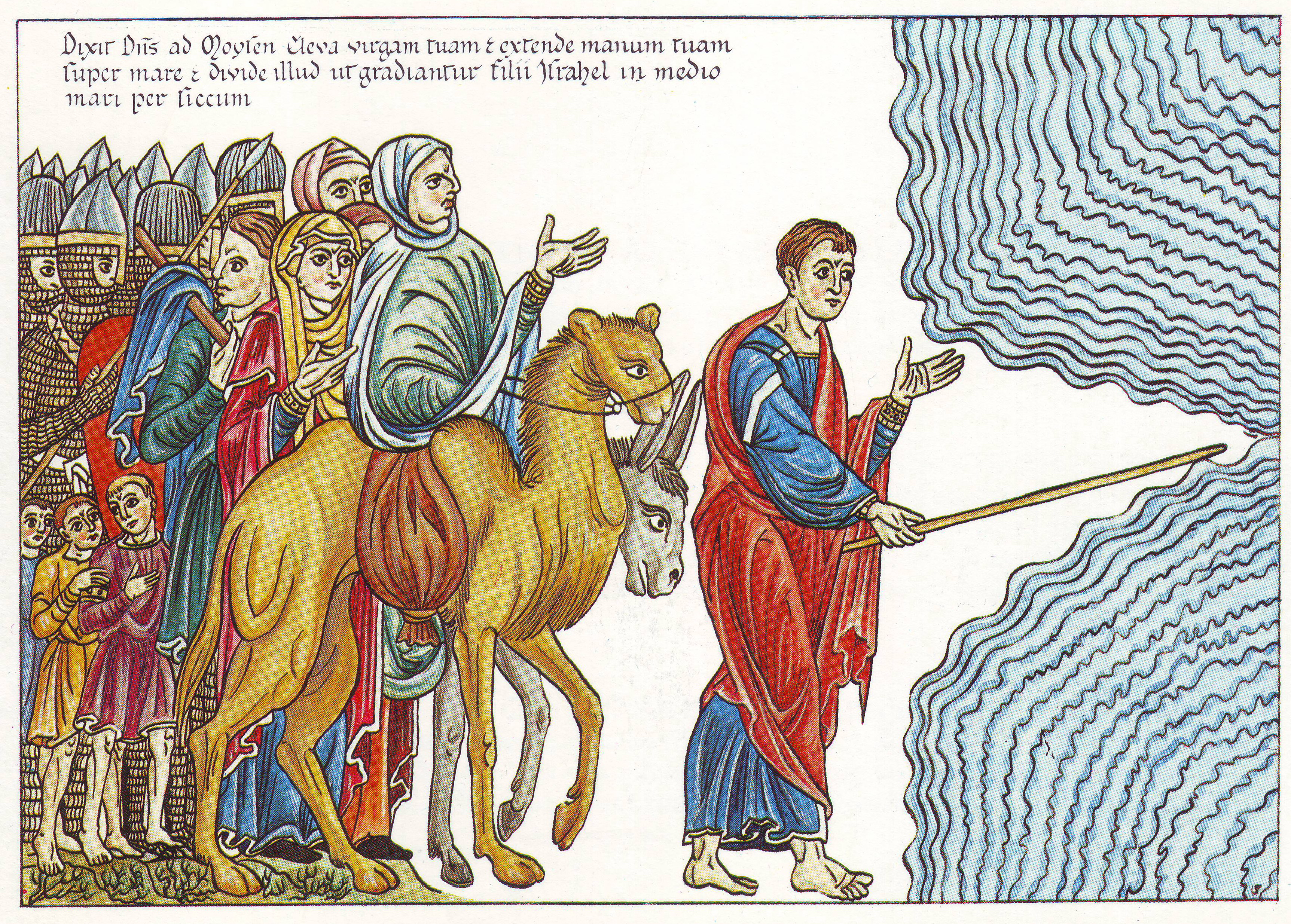
Moïse et la traversée de la Mer rouge.
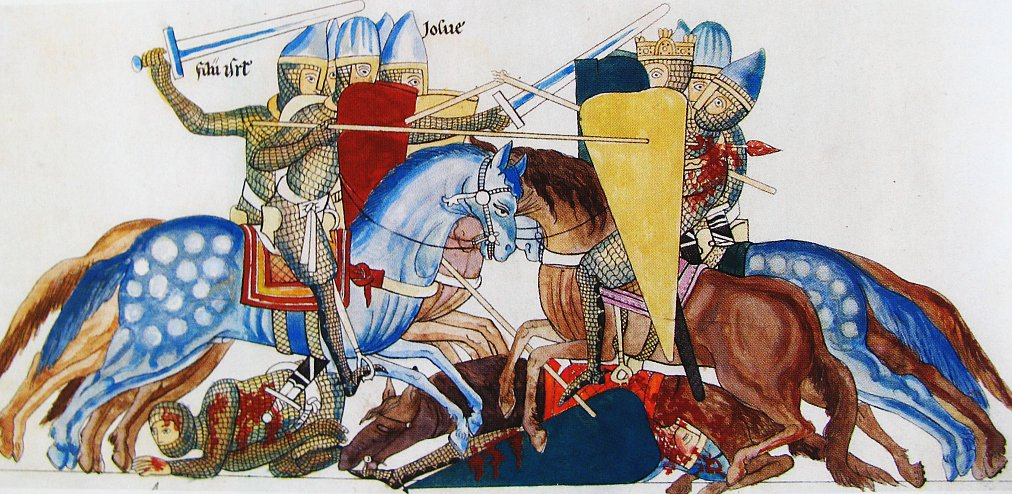
Josué combattant les Amalécites.
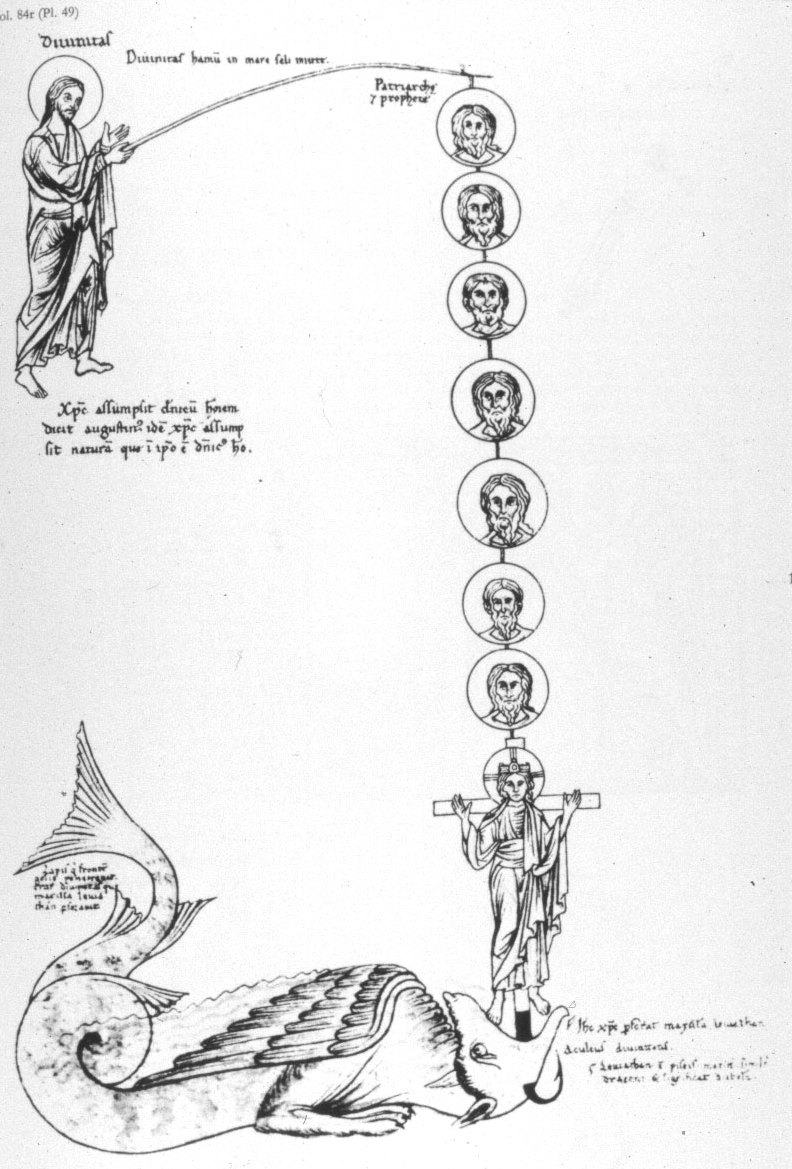
Arbre de Jessé.

## Aspect littéraire
L'ouvrage contient quelque 55 poèmes composés selon des formes métriques variées et accompagnés de gloses qui en expliquent les subtilités, preuve de l'intention didactique de l'ouvrage. Ces pièces à thématique religieuse étaient manifestement destinées à être apprises par cœur, récitées ou chantées par la communauté de moniales. Rien ne permet cependant de les attribuer toutes à l'abbesse Herrade. Il est notamment établi que cinq de ces poèmes sont dus à Hildebert de Lavardin, deux sont de Gautier de Châtillon et un de Petrus Pictor.

## Intérêt linguistique
Ce livre présente un intérêt particulier pour l'histoire de la langue germanique car il contient quelque 1 250 vieux mots allemands que l'abbesse a ajoutés en interligne au-dessus des mots latins pour se faire mieux comprendre.

## Polyphonie
L'ouvrage contient une vingtaine de chants avec notation musicale, ce qui en fait un témoignage précieux pour les études de musicologie.

## Sources
Pour l'essentiel, cette encyclopédie est un florilège de quelque 1 160 textes tirés de sources diverses : Eusèbe de Césarée, Clément d'Alexandrie, Augustin, Isidore de Séville, Bède, Smaragde, Fréculf de Lisieux, Yves de Chartres, Anselme de Cantorbéry, Honoré d'Autun, Rupert de Deutz, Pierre Lombard, Pierre le Mangeur et Fulgence le Mythographe. « Les passages sur la cosmologie, la chronologie, l'astronomie, la géographie, la mythologie, l'agronomie et autres sciences sont, en grande partie, empruntées à un recueil intitulé Aurea gemma, qui a beaucoup de rapport avec le livre De imagine mundi. » 
L'inspiration principale semble venir du Liber floridus de Lambert, rédigé près de cinquante ans plus tôt, comme l'indiquent à la fois le titre et la reprise de la métaphore de l'abeille qui collecte le nectar de fleurs diverses et en fait son miel. Toutefois, le terme jardin a ici un sens plus strictement chrétien que le titre de l'ouvrage de Lambert, car ce mot fait référence au jardin d'Éden, assimilant ainsi le savoir encyclopédique à un paradis empli de choses plaisantes à voir et à assimiler.

## Reconstruction de l'original

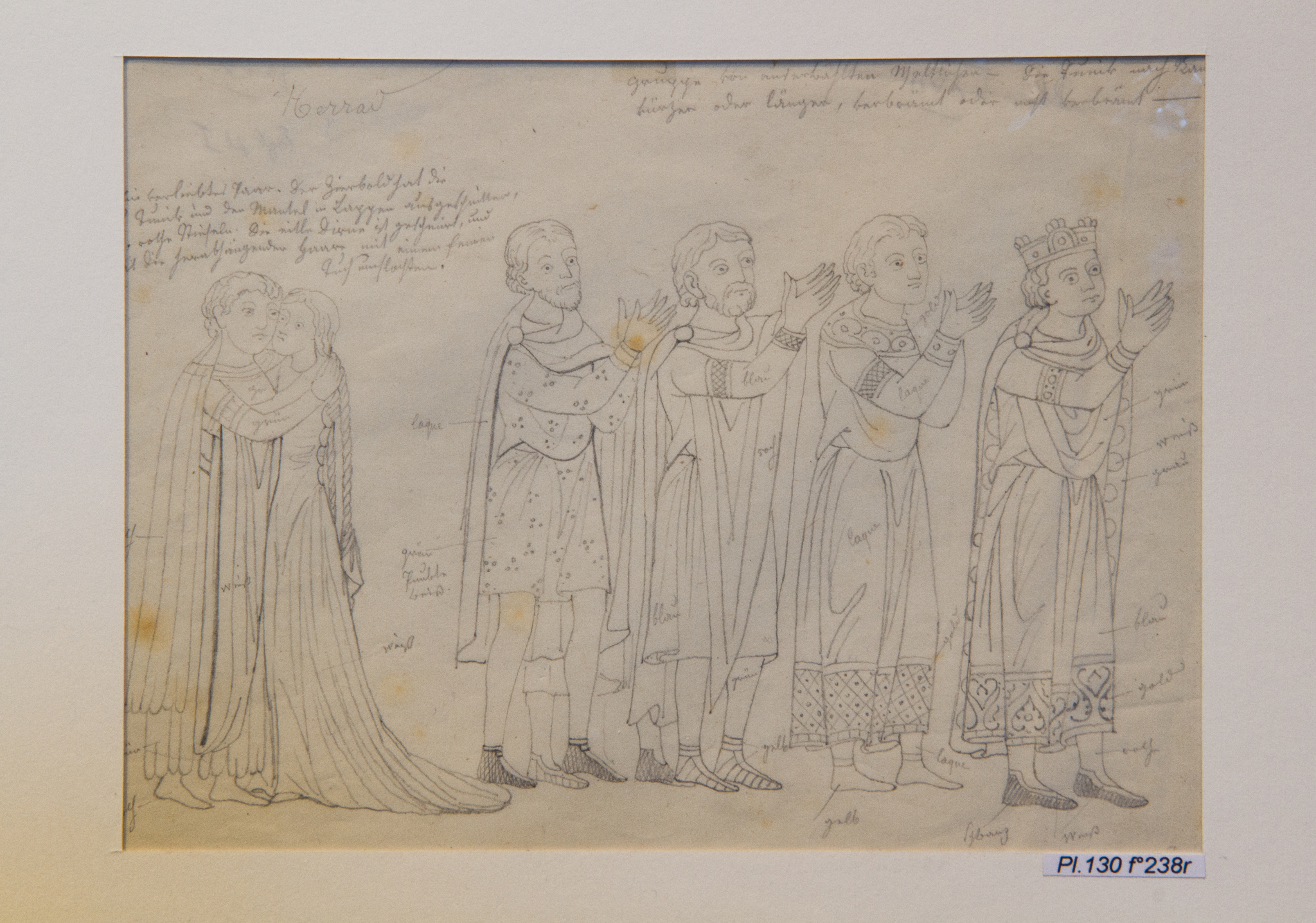
Calque du Hortus deliciarum effectué d’après l’original par Schneegans, avec les indications de couleurs.
– Coll. Bibliothèque du Grand Séminaire de Strasbourg.

Il n'existait aucun fac-similé de l'original qui a été détruit par l'incendie de 1870 et la seule copie complète a brûlé en même temps. Toutefois, un certain nombre de planches avaient été copiées en 1818 par Christian Moritz Engelhardt et, dans plusieurs exemplaires de ce livre, les illustrations ont été coloriées à la main. Après l'incendie, le chanoine Straub de la cathédrale de Strasbourg, qui avait lui-même effectué une vingtaine de dessins des miniatures originales, s'est vu confier la tâche de publier les fragments qui pouvaient avoir survécu. Il a alors recueilli tous les calques et dessins effectués par des amateurs au cours du XIXe siècle et les a publiés avec Keller sous la forme de fascicules, dont l'édition s'est échelonnée entre 1879 et 1898. Cet ouvrage ignorait toutefois les copies d'une grande précision réalisées entre 1832 et 1869 par le comte Auguste de Bastard d'Estang, dans lesquelles le texte original avait été préservé, celles-ci n'ayant réapparu que par la suite. Une édition rigoureuse de reconstruction de l'original s'imposait donc, et elle a été réalisée en 1979 par l'Institut Warburg sous l'impulsion de l'historien de l'art Fritz Saxl et sous la direction de Rosalie Green. Cela a permis de reconstituer environ la moitié des scènes originales. Un autre travail de reconstitution a été mené à Strasbourg peu après et publié en 1990 par Auguste Christen et ses collaborateurs. De nombreux calques réalisés d’après l’original avant sa destruction sont conservés à la bibliothèque du Grand Séminaire de Strasbourg.
Cette transmission tortueuse explique que certaines des illustrations les plus célèbres existent en diverses versions, plus ou moins fidèles à l'original.

## Postérité
Le Hortus deliciarum a inspiré à l'auteur alsacien Jean-Claude Diemer un roman policier en trois volumes, dont l'intrigue entrelace actualité et événements historiques : Hortus deliciarum. Tome 1. Herrade De Landsberg (2010), Hortus deliciarum. Tome 2. Hildegarde Von Bingen (2012) et Hortus deliciarum Tome 3. Lionel de Sandner (2014). Le tome 1 paru en 2010 a reçu le prix du Conseil Général du Bas-Rhin, et a été qualifié par la presse de « Da Vinci Code à l'alsacienne » dans deux articles parus dans les Dernières Nouvelles d'Alsace en novembre 2010. La saga connait un réel succès avec près de 10 000 exemplaires vendus principalement dans le Bas-Rhin, et est rééditée sans cesse depuis 2010.

#### Bases de données et dictionnaires
- Ressource relative aux beaux-arts :   - Grove Art Online
- Notices dans des dictionnaires ou encyclopédies généralistes :   - Britannica
  - Hrvatska Enciklopedija
  - Nationalencyklopedin
- Notices d'autorité :   - VIAF
  - BnF (données)
  - IdRef
  - LCCN
  - GND
  - Israël
  - WorldCat